# الدوري التونسي لكرة اليد 1967–68
الدوري التونسي لكرة اليد 1967-1968 هو الدورة 13 من الدوري التونسي لكرة اليد. شارك فيها 12 فريقا.

فاز بهذا الموسم النادي الإفريقي، وجاء ثانيا الترجي الرياضي التونسي.

## روابط خارجية
- الموقع الرسمي للجامعة التونسية لكرة اليد.